# HMS Marlborough (1912)
HMS Marlborough (Корабль Его Величества «Мальборо») — британский Линкор типа «Айрон Дюк». Назван в честь Джона Черчилля, 1-го герцога Мальборо. Участвовал в Ютландском сражении; был флагманским кораблём 1-й линейной эскадры Grand Fleet, флаг вице-адмирала Сесила Берни. Продан на слом в 1932 году.

## Постройка
HMS Marlborough заложен на королевской верфи Девонпорт 25 января 1912 года. Назван в честь Джона Черчилля, 1-го герцога Мальборо (1650—1722) — английского полководца времён Войны за испанское наследство.
24 октября 1912 года спущен на воду.
10 марта 1914 года начались заводские испытания. Во время 4-часовых ходовых испытаний на мерной миле в Полперро в одном из пробегов Marlborough развил форсированную мощность турбин 32013 л. с., при этом средняя частота вращения гребных валов составила 310 об/мин, что обеспечило кораблю скорость 21,8 узла.
12 июня 1914 года линкор вошёл в состав флота.

## Конструкция

### Внешние признаки
Корабль полубачного типа, с таранным носом и заваленной штевневой кормой. Полубак и палуба без седловатости. Борт прямой. На полубаке в нос от башни «А» и на юте в корму от башни «Z» — срезы для расширения секторов обстрела казематных орудий. Две носовые башни с превышением. Непосредственно за ними высокая носовая надстройка, увенчанная трёхногой фок-мачтой с дальномерным постом на топе. В корму от неё две прямые вертикальные дымовые трубы. Между кормовой трубой и кормовой надстройкой башня «Q». Кормовая надстройка низкая, неразвитая. Непосредственно за ней две кормовые башни с превышением.

### Энергетическая установка
Главная энергетическая установка включала в себя 2 комплекта турбин Парсонса, работавших на 4 вала, и 18 водотрубных котлов «Babcock & Wilcox», размещённых линейно в трёх котельных отделениях (по 6 котлов в каждом). Каждый котёл был оборудован тремя форсунками, распылявшими нефть непосредственно на горящий уголь.
Турбины высокого давления переднего и заднего хода, размещённые в крайних бортовых отсеках машинного отделения, вращали наружные валы (1-й и 4-й), турбины низкого давления переднего и заднего хода были заключены в едином корпусе и вращали внутренние валы (2-й и 3-й). Все турбины были реактивного типа.
Проектная мощность турбин оценивалась в 29 000 л. с., что при средней частоте вращения гребных валов 300 об/мин должно было обеспечить кораблю скорость хода в 21 узел. Ходовые испытания подтвердили расчётные значения. 25 ноября 1914 года на 8-часовых ходовых испытаниях на мерной миле в Полперро в одном из пробегов Marlborough развил форсированную мощность турбин 32 013 и. л. с., при этом средняя частота вращения гребных валов составила 310 об/мин, и показал скорость 21,8 узла.

### Скорость и дальность плавания
- полным ходом — 3800 миль,
- 20-узловым — 4500 миль,
- 18-узловым — 5400 миль,
- 15-узловым — 7300 миль,
- 12-узловым — 8100 миль.

### Корабельные запасы
Нормальный запас угля составлял 900 тонн, полный 3250 тонн, запас нефти 1050 тонн. На корабле также имелся так называемый неприкосновенный запас нефти, который составлял 550 тонн. Расход угля в сутки на 12-узловом ходу составлял 135 тонн, на 16,4-узловом ходу — 325 тонн.

## Вооружение

### Артиллерия главного калибра
Десять 13,5" морских орудий Mark V фирмы «Виккерс», размещённых в пяти двухорудийных башнях фирмы «Армстронг». Башни были размещены по линейной схеме с превышением (башни «B» и «X»).
Общий боекомплект 1000 снарядов всех типов (фугасных, бронебойных, полубронебойных, шрапнельных) или по 100 снарядов на ствол.

### Противоминная артиллерия
Двенадцать казематных 152-мм орудий образца MK.VII раздельного заряжания с длиной канала ствола 45 калибров (6840 мм) (англ. 6"/45 BL Mk.VII), побортно в районе носовой надстройки.

### Зенитное вооружение
В 1915 году в кормовой части установили два 45-калиберных 76-мм зенитных орудия образца QF Mk. I (англ. QF 3 inch 20 cwt) с боекомплектом по 150 выстрелов на ствол, однако ввиду отсутствия на корабле прибора управления зенитным огнём эти орудия были практически бесполезны в борьбе с самолётами и годились разве что для борьбы со сравнительно тихоходными «цеппелинами».
В 1918 году установили дальномеры с базой 5,03 м для определения расстояния до воздушных целей.
В 1927 году к существующему зенитному вооружению добавили два 102-мм зенитных орудия, которые установили на носовой надстройке. В 1929 году все 76-мм зенитные орудия заменили на 102-мм.

### Торпедное вооружение
Четыре 533-мм торпедных аппарата:
- 2 носовых, расположенных ниже ватерлинии (по одному на каждый борт) в районе шпилей;
- 2 кормовых (по одному на каждый борт) на уровне траверза барбета орудийной башни «Y».[2]

Общий боезапас составлял 20 торпед образца Mk.I и Мк. II, позже — образца Мк. IV.

### Авиационное вооружение
В 1918 году на всех линейных кораблях типа «Айрон Дюк» на крышах орудийных башен «B» и «Q» установили взлётные платформы для колёсных самолётов-бипланов типа «Sopwith Camel» (или «Sopwith Pup»). Самолёты предназначались для ведения воздушной разведки и корректировки стрельбы.
В 1919 году на всех линейных кораблях взлётные направляющие с авиационных платформ сняли, хотя сами платформы на башнях оставили.
В 1920 году платформу на башне «B» демонтировали, а в 1927 году демонтировали платформу с башни «Q».

## Служба

### Первая мировая война
С августа 1914 по январь 1917 года — флагман 1-й линейной эскадры Grand Fleet.
16 января 1916 года столкнулся с танкером Prudentia, в результате танкер затонул.
Участвовал в Ютландском сражении. Первым среди линкоров (в 18:17) открыл огонь. Выпустил 162 снаряда главного калибра. Получил попадание торпеды с немецкого эсминца, небольшой крен, потерял ход. Людские потери — 2 убитых и 2 раненых. Был отбуксирован в базу. В ремонте до 29 июля 1916, затем вернулся к активной службе.

### Послевоенный период
В марте 1919 года был направлен в Чёрное море для эвакуации из Крыма (8 апреля из Дюльбер и 11 апреля из Ялты) находившихся там Романовых. На борту линкора Россию покинули: вдовствующая императрица Мария Фёдоровна, великий князь Николай Николаевич Младший с женой Анастасией Николаевной, великий князь Пётр Николаевич с женой Милицей Николаевной и детьми Мариной Петровной, Романом Петровичем, Надеждой Петровной, великая княгиня Ксения Александровна с детьми, князья императорской крови Фёдор Александрович, Никита Александрович, Дмитрий Александрович, Ростислав Александрович, Василий Александрович, князья Юсуповы Феликс Феликсович-старший, Зинаида Николаевна, Феликс Феликсович-младший, Ирина Александровна и Ирина Феликсовна. Все они через Константинополь (13-18 апреля) 20 апреля прибыли на Мальту, откуда 29 апреля продолжили путь в Англию на борту корабля «Лорд Нельсон».
Оставался в составе флота до 1932 года, после чего в мае исключён из списков и продан на лом.